# Nunchaku
Nunchaku (ヌンチャク (nunchaku  sometimes "nunchuks" "nunchucks", "chainsticks", "chuka sticks" or "karate sticks" in English) (kinesisk: 雙節棍) er et traditionelt våben i Okinawa-kampsport, der består af to korte stave, der er sat sammen med en kort kæde eller reb. De to dele af våbnet bliver normalt fremstillet i træ, men stykket imellem er en snor eller en metalkæde. En person, er kæmper med våbnet kaldes en nunchakuka.
Nunchaku bruges mest udbredt i kampsport som Okinawan kobudō og karate. Den er ment som et træningsvåben, da den kan være med til at udvikle hurtigere håndbevægelser og bedre kropsholdning. Moderne nunchaku kan være fremstillet af metal træ, plastik eller fiberglas. Legetøjsudgaver findes også i polystyren eller plastik. Besiddelse af nunchaku er ulovligt i nogle lande, bortset fra når våbnet bruges i forbindelse med kampsportudøvelser.
Nunchakuens oprindelse er uklar. Angiveligt skulle det være fremstillet fra Okinawa-bønders plejle, som blev brugt til at tærske ris. Historisk har de ikke været et populært våben, da det har været ueffektivt mod de mest udbredte våben på dette tidspunkt som samuraisværd og naginata. Der findes derfor kun få historiske teknikker til, hvordan man har brugt våbnet.
I moderne tid er nunchakuen (Tabak-Toyok) blevet populariseret af skuespilleren og kampsportsudøveren Bruce Lee og hans lærermester Dan Inosanto, der introducerede våbnet til Lee. Lee brugte nunchaku i adskillige scener i filmen Dragens Knytnæve (1972) og igen i Enter the Dragon (1973). En anden berømt bruger af nunchaku er den fiktive karakter Michelangelo fra Teenage Mutant Ninja Turtles-serien.